# New London (Wisconsin)
New London ist eine Stadt (mit dem Status „City“) im Waupaca und im Outagamie County im US-amerikanischen Bundesstaat Wisconsin. Im Jahr 2010 hatte New London 7295 Einwohner.

## Geografie
New London liegt im Osten Wisconsins an der Mündung des Embarras River in den Wolf River, der über den Fox River und den Lake Winnebago zum Einzugsgebiet des Michigansees gehört.
Die geografischen Koordinaten von New London sind 44°23′34″ nördlicher Breite und 88°44′23″ westlicher Länge. Das Stadtgebiet erstreckt sich über eine Fläche von 14,97 km².
Nachbarorte von New London sind Bear Creek (17,7 km nördlich), Shiocton (15 km ostnordöstlich), Hortonville (11,6 km südöstlich), Fremont (23,4 km südsüdwestlich), Weyauwega (20,6 km westsüdwestlich) und Manawa (20,2 km westnordwestlich).
Die nächstgelegenen größeren Städte sind Green Bay am Michigansee (63,5 km ostnordöstlich), Appleton (33 km südöstlich), Wisconsins größte Stadt Milwaukee (180 km südsüdöstlich), Chicago in Illinois (329 km in der gleichen Richtung), Rockford in Illinois (274 km südlich), Wisconsins Hauptstadt Madison (186 km südsüdwestlich), La Crosse am Mississippi (255 km westsüdwestlich), Eau Claire (273 km westnordwestlich), die Twin Cities in Minnesota (396 km in der gleichen Richtung) und Wausau (115 km nordwestlich).

## Verkehr
Der U.S. Highway 45 verläuft in Nord-Süd-Richtung durch den Osten der Stadt. Von diesem zweigt im Norden der Business US 45 ab und verläuft durch das Stadtzentrum, um sich am südlichen Stadtrand wieder mit dem US 45 zu vereinigen. Der Wisconsin State Highway 54 führt in West-Ost-Richtung durch den Norden von New London. Alle weiteren Straßen sind untergeordnete Landstraßen, teils unbefestigte Fahrwege sowie innerörtliche Verbindungsstraßen.
Entlang des Wolf River verläuft für den Frachtverkehr eine Eisenbahnlinie der Canadian National Railway (CN) durch New London.
Die nächsten Flughäfen sind der Outagamie County Regional Airport bei Appleton (28,7 km südöstlich) und der Austin Straubel International Airport in Green Bay (53,7 km nordnordöstlich).

## Bevölkerung
Nach der Volkszählung im Jahr 2010 lebten in New London 7295 Menschen in 3038 Haushalten. Die Bevölkerungsdichte betrug 487,3 Einwohner pro Quadratkilometer. In den 3038 Haushalten lebten statistisch je 2,35 Personen.
Ethnisch betrachtet setzte sich die Bevölkerung zusammen aus 93,2 Prozent Weißen, 0,2 Prozent Afroamerikanern, 0,7 Prozent amerikanischen Ureinwohnern, 0,9 Prozent Asiaten sowie 3,8 Prozent aus anderen ethnischen Gruppen; 1,3 Prozent stammten von zwei oder mehr Ethnien ab. Unabhängig von der ethnischen Zugehörigkeit waren 6,9 Prozent der Bevölkerung spanischer oder lateinamerikanischer Abstammung.
25,7 Prozent der Bevölkerung waren unter 18 Jahre alt, 58,6 Prozent waren zwischen 18 und 64 und 15,7 Prozent waren 65 Jahre oder älter. 50,6 Prozent der Bevölkerung waren weiblich.
Das mittlere jährliche Einkommen eines Haushalts lag bei 47.632 USD. Das Pro-Kopf-Einkommen betrug 23.318 USD. 10,7 Prozent der Einwohner lebten unterhalb der Armutsgrenze.

## Bekannte Bewohner
- Cole Konrad (* 1984) – Ringer – ging in New London zur Schule
- Robert Fealey Morneau (* 1938) – Weihbischof in Green Bay – geboren in New London